# 泰尔内 (克拉马托尔斯克区)
泰尔内，是乌克兰顿涅茨克州克拉马托尔斯克区利曼市镇内的村庄。面积为2.52平方公里，人口数量为764人。